# Майорська
Майо́рська — залізнична станція Лиманської дирекції Донецької залізниці. Розташована в однойменному селищі Майорськ, поблизу КПВВ «Майорське».
Розташована на півночі м. Горлівка (Микитівський район), Донецької області. Станція розташована на лінії Лиман — Микитівка між станціями Микитівка (6 км) та Курдюмівка (8 км).
Через бойові дії рух приміських та пасажирських поїздів на цій ділянці припинено.

## Російсько-українська війна
12 вересня 2022 року поблизу станції загинув Народний артист України, соліст Національного академічного театру опери та балету, гранатометник 112-ї окремої бригади Сил ТрО ЗСУ Олександр Шаповал.
12 січня 2023 року поблизу станції загинув головний інженер компанії «УКРДАХ» сержант Олександр Анатолійович Недашківський, помічник гранатометника розвідувального взводу 3 штурмового батальйону 5 ОШБр.